# 札幌村神社

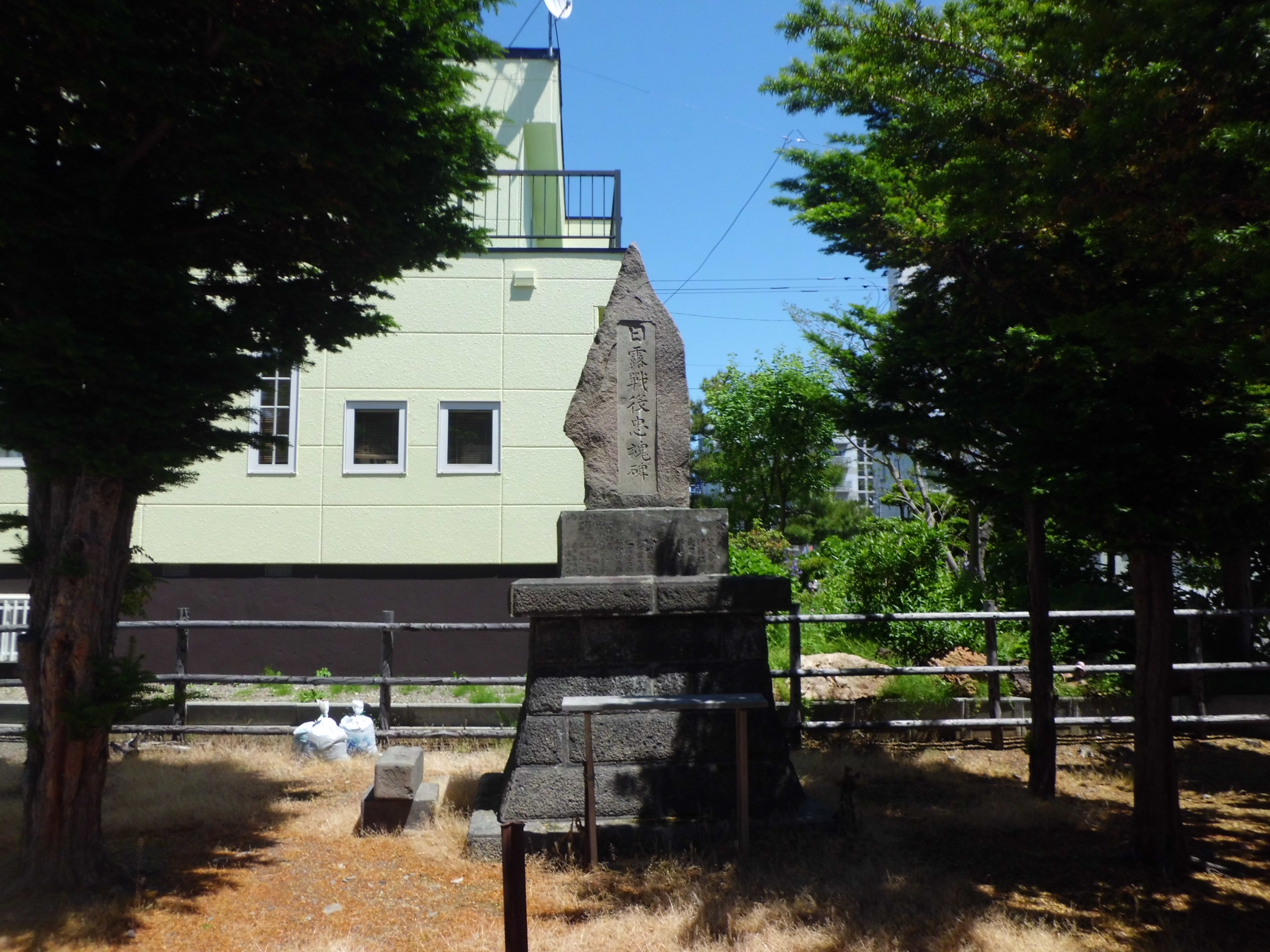
日露戦役忠魂碑

札幌村神社（さっぽろむらじんじゃ）は北海道札幌市東区北16条東14丁目3番1号にある神社。旧社格は無格社。

## 祭神
いわゆる「開拓三神」である。
- 大国魂神（おおくにたまのかみ）
- 大己貴神（おおなむちのかみ）
- 少彦名神（すくなひこなのかみ）

## 歴史
- 1899年（明治32年）、札幌神社として創立を試みるも、これは北海道神宮が当時使用していた名称であったため許可が下りず、「村」を加えた名で創立する[1]。
- 1900年（明治33年）11月1日、創祀[1]。
- 1901年（明治34年）9月、札幌村の氏神として崇敬するために出願。年内に許可が下りたため、官幣大社札幌神社から開拓三神を奉斎する[1]。
- 1930年（昭和5年）9月、社殿を増改築[1]。
- 1934年（昭和9年）4月1日、所在地が札幌村から札幌市に編入され、北14条東14丁目23番地となる[1]。
- 1946年（昭和21年）、宗教法人となる[1]。
- 1971年（昭和46年）、区画整理事業のため、現在地の北16条東14丁目40番地に奉遷[1]。
- 1983年（昭和58年）4月、本務神社となる[1]。
- 1996年（平成8年）、住居表示変更に基づき、所在地が北16条東14丁目3番1号となる[1]。移転が行われたわけではない。
- 2007年（平成19年）、新社殿造営[1]。